# Ahmad Ersan
Ahmad Ersan Mohammad Hamdouni (arab. احمد العرسان; ur. 28 września 1995 w Irbidzie) – jordański piłkarz grający na pozycji pomocnika. Od 2018 jest zawodnikiem klubu Al-Faisaly Amman.

## Kariera piłkarska
Swoją karierę piłkarską Ersan rozpoczął w klubie Mansheyat Bani Hasan, w którym w 2017 roku zadebiutował w pierwszej lidze jordańskiej. W 2018 przeszedł do Al-Faisaly Amman.

## Kariera reprezentacyjna
W reprezentacji Jordanii Ersan zadebiutował 10 października 2018 w zremisowanym 0:0 towarzyskim meczu z Albanią. W 2019 został powołany do kadry na Puchar Azji.